# Iphiaulax astiochus
Iphiaulax astiochus är en stekelart som beskrevs av Cameron 1902. Iphiaulax astiochus ingår i släktet Iphiaulax och familjen bracksteklar. Inga underarter finns listade i Catalogue of Life.